# 54式手枪
五四式手槍（英語：Type 54 Pistol，又稱黑星手槍），是由中華人民共和國在1954年後開始生產的一種軍用手槍。

## 歷史
中国人民解放军在韓戰中大量使用51式手槍，即是蘇聯製TT手槍的直接仿製品。
1953年7月，韓戰結束後，中華人民共和國和蘇聯的專家改良此手槍；1954年，改良後的手槍面世，取名為54式手槍，開始投入工業生產。

## 設計
作爲51式手槍的改良品，54式的結構和TT手槍一樣。
54式手槍的槍機運作方式採用槍管短行程後座作用式，閉鎖方式採用槍管擺動式，並設有無彈後定。
後期型54-1式手槍設有擊錘保險，遠較原型安全，對喜歡固鎖待發的射手來說也較方便。

### 优点
- 所用的子彈貫穿力強大[2]
- 成本低廉；对于地下市场而言，产量大，容易取得[2]
- 結構簡單，易於裝配和拆卸[2]
- 视觉和听觉威慑力好[2][3]
- 握把窄，即使是较小的东亚人手，也可以摸到扳机[3]

### 缺点
- 載彈量低
- 子弹容易过穿，警用会担心误伤[2]
  - 有大陆警官射击偏下导致子弹击中人质腹部，再击中歹徒，再在墙壁上跳弹（英语：Ricochet）击中另一警官头部，致三人死亡[3]
- 缺乏有效的保险
  - 可以把击锤拉落一半后固定实现半待击状态，但轻微碰撞即可导致击锤下拉，因此并不稳定，較容易出現走火或卡彈現象[2]
- 人机工效较差
  - 准星可视度差，难以判断垂直对齐情况[3]
  - 握把角度导致握枪指向容易偏低[3]
  - 扳机需要的力度大，不利于精准射击[3]
  - 感知后坐力大[2]

## 衍生型

### 54-1式手槍
改良型；但因為中國人民解放軍已經採用92式手槍，本槍主要外銷。

### 北方工業213型
外銷版本，使用14發彈匣，具有安全裝置和較薄的握把。
此型號有7.62×25mm托卡列夫手槍彈、9×19毫米魯格兩種版本。

#### K14-VN
越南的仿製型號。

### 北方工業M20
沒有工廠標記的54式手槍。

##### K54
越南人民軍使用的版本。

### 北方工業TU-90
埃及製Tokagypt 58手槍的仿製品。

## 採用
54式手槍是中華人民共和國生產和裝備量最大的手槍，除了軍用，也被警察、現金押運公司及私人軍訓院校廣泛使用。
隨著中國人民解放軍實行裝備現代化計劃，解放軍陸續換裝59式手枪和新款的92式手槍，以取代54式手槍。但54式手槍在中國人民武裝警察部隊个别单位中，以至越南、柬埔寨和孟加拉等國家仍有使用。

### 出口美國
中國北方工業公司在1992年至1994年間，曾經出口54-1式手槍到美國。
為了更加適應北美地區市場，原來軍用的7.62×25mm托卡列夫手槍彈槍管，換成了更加流行的9×19毫米魯格槍管；同時為了滿足美國的槍械安全要求，在槍身加上了保險裝置。
這款槍械推出的時候價格，大約在一百多美元；由於價格較便宜，受到部份美國買家歡迎。
但後來美國政府在1994年通過“聯邦突擊武器禁令”，禁止了中華人民共和國武器和彈藥進口；禁令生效前已在美國境內的中國民用槍械，則仍可合法出售、轉讓及擁有。

### 不法使用
1980年代中叶，吴建东、陈虎矩以54式手枪的高穿深半自动火力，压制皇家香港警察，开创了“省港旗兵”犯罪的先河；从此“黑星”名声大噪。
由1990年代至現在，54式手槍由於容易透過地下軍火市場中取得，成為不少東亞和東南亞地區匪徒和黑社會用作犯案的槍械。每支54式手槍的黑市價為數千至萬多元人民幣不等。在香港、台灣和日本警方繳獲的非法槍械中，黑星手槍佔有一定比例。
其中在日本，TT手槍和其中國仿製品曾經一度被廣泛走私到當地，成為暴力團和黑道等不法份子用作犯罪的槍械。當中這些手槍包含了生產不合規格的不良品以及非法生產的製品，同時許多走私犯在運輸時為了避免被海關發現而把這些手槍放在船艙底部，導致它們被海水腐蝕，故它們的品質普遍都很差劣，也時常會發生卡彈和啞火等故障。亦有為了防止被海水腐蝕而在手槍上鍍銀的案例（有評論認為這是為了向行外買家隱瞞槍支的差劣品質）。鍍銀的托卡列夫手槍在日本通常被稱為“銀鱈”（銀ダラ）。另外由於握把的顏色和星形標記，它們也被稱為“黑星”，但人們通常使用“銀鱈”來稱呼鍍銀的托卡列夫手槍。然而在近年，TT手槍及其仿製型在日本境內作為非法槍支的地位已大大不如前，並有著被馬卡洛夫手槍和其中國仿製型59式手槍所取代的趨勢。

## 使用國
- 安哥拉
- ：從中國大量進口。
- 柬埔寨：紅色高棉政權時期獲中國軍援。
- 中华人民共和国：目前正逐步被92式及其他新款手槍汰換中。
  - 中國人民解放軍
  - 中國人民武裝警察部隊
  - 中國人民警察
- 几内亚
- 伊朗
- 伊拉克
- ：寮國內戰期間，巴特寮獲中國和北越軍援大量54式。
- 莫桑比克
- 巴基斯坦
- 斯里蘭卡
- 苏丹
- 越南：越南戰爭期間獲中國軍援大量54式。
  - 越南人民軍
  - 越南人民公安
- 辛巴威

## 流行文化
由於在槍柄上有一顆黑色的五角星形圖案，54式手槍在香港、台灣和日本等地又稱為「黑星手槍」；又因其曾大量被不法份子用來犯罪，故常常在香港的影視作品（尤其是警匪片和犯罪片）中出現。
另一方面，54式手槍（及TT手槍）在日本收繳的非法槍枝當中曾佔有一席之地，許多以暴力犯罪或黑社會為題材的日本文藝作品都會出現該槍，日本動畫也是。

### 電影
- 1988年—《特警屠龍》：由罪犯使用。
- 1992年—：數把54式手槍為電影開頭軍火走私販向其“顧客”售賣的武器，匿藏在鳥籠內。其中兩把被主角袁浩雲（周潤發飾演）搶奪並雙持使用，期間擊斃多名罪犯。其餘由Johnny Wong的手下使用。另一把鍍鎳版本的54式則由江浪（梁朝偉飾演）使用。
- 1992年—《巡弋悍將》：不銹鋼版本由約翰·卡特（衛斯里·史奈普飾演）用在訓練中。
- 1993年—《警察故事3》：由罪犯和中国大陆警察使用。
- 1994年—《飛虎雄心》：由罪犯使用。
- 1998年—《尖峰時刻》：由華裔黑幫、詹姆斯·卡特（克里斯·塔克飾演）使用。
- 2004年—《大事件》：由悍匪使用。
- 2008年—《神鬼傳奇3》：由楊將軍（黃秋生飾演）使用。
- 2014年—《殺手的品格（英语：No Tears for the Dead）》：由主角－坤（張東健飾演）用於韓國活動時。

### 電視劇
54式手槍在不少TVB劇集中出現過，並且幾乎跟片中出現的黑社會和組織犯罪份子劃上等號。
在《潛行狙擊》中，罪犯羅勝、馬榮森和臥底探員梁笑棠都是使用54式手槍作案；在《法證先鋒III》中稱此槍為「黑星54」，《幹探群英》中亦有「紅星54」單元。

### 動畫
- 2014年—《刀劍神域II》：“幽靈子彈”篇中反派角色「死槍」用來在GGO內“謀殺”其他玩家，女主角朝田詩乃幼時曾從郵局劫匪手上搶奪並擊斃對方，事後詩乃產生槍械恐懼症。

## 外部連結
- （中文）中國制手枪竞三杰：54式、64式、84式
- （中文）巨龙之爪-54式军用警用手枪（页面存档备份，存于）
- （中文）槍炮世界 — 1954年式手槍（页面存档备份，存于）